# 地中海高速铁路
地中海高速铁路（法語：LGV Méditerranée）是法国的一条高速铁路，長度約為250公里，連接瓦朗斯與馬賽、普羅旺斯-阿爾卑斯-藍色海岸與朗格多克-魯西永兩個区域，於2001年6月開幕。地中海線也與罗讷-阿尔卑斯高速铁路相連結，借此可以通往里昂與法國北部。這條路線也讓巴黎與馬賽之間只需要3個小時就可以抵達。主線連接瓦朗斯及馬賽，支線從阿維農附近分岔往尼姆，並連接建設中的尼姆－蒙彼利埃繞道。如將來再建設蒙彼利埃－佩皮尼昂的路線（預計2030年開工），則法國TGV路網可與西班牙AVE路網完全貫通。

## 歷史
- 2001年6月7日：此線開幕，由時任法國總統希拉克主持開幕儀式。
- 2001年6月10日：正式開始商業營運。

## 車站
- 瓦朗斯TGV站
- 阿维尼翁TGV站
- 普罗旺斯地区艾克斯TGV站

## 外部連結
- （法文）High-speed rail lines site （页面存档备份，存于）

1. ↑   (PDF).   [2022-07-17]. （原始内容存档 (PDF)于2016-05-16）.